# Tiaan Kannemeyer
Tiaan Kannemeyer (Bellville, Cap Occidental, 14 de desembre de 1978) és un ciclista sud-africà, ja retirat, que fou professional des del 2000 al 2010. En el seu palmarès destaca la victòria final en la primera edició de l'UCI Àfrica Tour, el 2005, i dos campionats nacionals, en ruta el 2002 i contrarellotge el 2005. El 2004 va prendre part en els Jocs Olímpics d'Estiu d'Atenes.

## Palmarès
- 2002
  -  Campió de Sud-àfrica en ruta
  - Vencedor d'una etapa del Herald Sun Tour
- 2003
  - 1r a la Volta a Egipte i vencedor d'una etapa
- 2004
  - Vencedor d'una etapa al Giro del Cap
- 2005
  - 1r a l'UCI Àfrica Tour
  -  Campió de Sud-àfrica en contrarellotge
  - 1r al Giro del Cap i vencedor de 2 etapes